# Siniotrochus spiculifer
Siniotrochus spiculifer är en sjögurkeart som beskrevs av Georgii Mikhailovich Belyaev och Mironov 1981. Siniotrochus spiculifer ingår i släktet Siniotrochus och familjen hjulsjögurkor. Inga underarter finns listade i Catalogue of Life.